# Рождественский, Арсений Васильевич
Арсений Васильевич Рождественский (?—1923) — священник русской православной церкви.
Около 1868 года окончил Самарскую духовную семинарию. В 1882 году окончил Санкт-Петербургскую духовную академию кандидатом богословия (курс XXXIX). Рукоположён в сан священника в 1868 году.
В 1890 году получил степень магистра богословия и был назначен священником посольской церкви в Париже. Протоиерей с 1893 года. Был награждён наперсным крестом с украшениями.
С 1913 года до начала первой мировой войны был настоятелем православной церкви в Вене. После революции переехал в Швейцарию; затем вернулся в Вену, где и умер в 1923 году.
Наиболее известно его сочинение: Хлыстовщина и скопчество в России. — М.: Имп. общество ист. и древн. рос. при Моск. университете, 1882. — 242 с. Также им были написаны: Южнорусский штундизм. (СПб.,1889); Армия Спасения (Киев, 1899); О приходской жизни во Франции (Прага, 1908); Благоустроение семейной жизни.